# Herbert Fandel

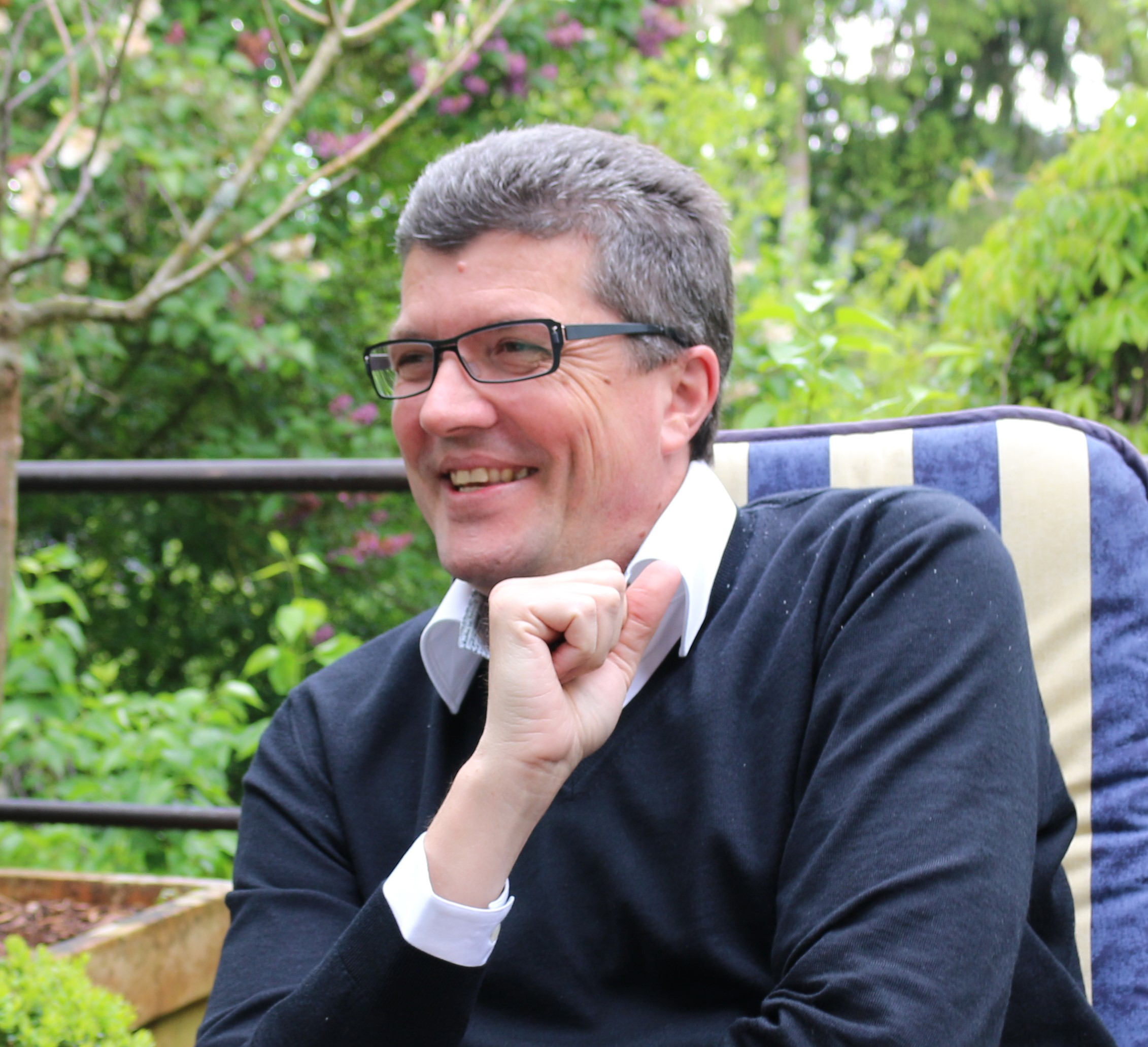
Herbert Fandel in 2014

Herbert Fandel (Kyllburg, 9 maart 1964) is een voormalig voetbalscheidsrechter uit Duitsland.
Hij floot vele wedstrijden, waaronder ook Europese, zoals de Champions League Finale tussen AC Milan en FC Liverpool op 23 mei 2007 en de Euro 2008-kwalificatiewedstrijd Denemarken-Zweden op 2 juni 2007. Bij de kwalificatiewedstrijd werd Fandel aangevallen door een Deense fan nadat hij de Deense speler Christian Poulsen wegens een slaande beweging met een rode kaart had weggestuurd. De Deense verdediger Michael Gravgaard hield de uitgerukte supporter in bedwang.
Ook op het Europees Kampioenschap 2008 zelf was Fandel actief. Tijdens dat toernooi floot hij onder andere de wedstrijden Portugal - Turkije en Nederland - Frankrijk in de groepsfase.
Fandel is getrouwd en heeft twee kinderen, en is naast scheidsrechter ook pianoleraar en directeur van zijn eigen muziekschool. Muziek is zijn grote passie.
Op 8 juni 2009 gaf hij aan zijn loopbaan beëindigd te hebben. In 2010 werd hij voorzitter van de DFB scheidsrechterscommissie. 